# Yvan Covent
Yvan Covent (* 12. Oktober 1940 in Nazareth (Belgien); † 19. November 2011 ebenda) war ein belgischer Radrennfahrer.

## Sportliche Laufbahn
Covent war Straßenradsportler und Teilnehmer der Olympischen Sommerspiele 1960 in Rom. Er fuhr mit Benoni Beheyt, Willy Monty und Willy Van Den Berghen im belgischen Vierer das Mannschaftszeitfahren und belegte den 18. Platz.
Von 1961 bis 1964 war er als Berufsfahrer aktiv. Er blieb bis auf einige Siege in belgischen Kriterien ohne Erfolge.